# Campeonato Mundial de Atletismo Sub-20 de 2018 - Lançamento de dardo feminino
A prova do lançamento de dardo feminino do Campeonato Mundial de Atletismo Sub-20 de 2018 ocorreu entre os dias 10 e 11 de julho no Estádio de Tampere em Tampere, na Finlândia. 

## Recordes
Antes desta competição, os recordes mundiais e do campeonato nesta prova eram os seguintes:
|     | Nome             | Nacionalidade | Distância | Local     | Data                |
| --- | ---------------- | ------------- | --------- | --------- | ------------------- |
| WJR | Yuleimis Aguilar | Cuba          | 63.86 m   | Edmonton  | 2 de agosto de 2015 |
| CR  | Vira Rebryk      | Ucrânia       | 63.01 m   | Bydgoszcz | 10 de julho de 2008 |
| WJL | Tomoka Kuwazoe   | Japão         | 56.86 m   | Hiratsuka | 15 de junho de 2018 |

## Medalhistas
| Ouro              | Prata                | Bronze           |
| Alina Shukh (UKR) | Tomoka Kuwazoe (JPN) | Dana Baker (USA) |

## Cronograma
Todos os horários são locais (UTC+2).
| Data        | Hora  | Evento       |
| ----------- | ----- | ------------ |
| 10 de julho | 09:00 | Qualificação |
| 11 de julho | 18:50 | Final        |

## Resultados

### Qualificação
Qualificação: 53,50 m (Q) ou pelo menos melhor 12 qualificado (q) 
| Posição | Grupo | Atleta              | Nacionalidade     | Tentativas | Tentativas | Tentativas | Marca | Notas |
| Posição | Grupo | Atleta              | Nacionalidade     | 1          | 2          | 3          | Marca | Notas |
| ------- | ----- | ------------------- | ----------------- | ---------- | ---------- | ---------- | ----- | ----- |
| 1       | A     | Sara Zabarino       | Itália            | 51.81      | 51.18      | 53.99      | 53.99 | Q,    |
| 2       | B     | Carolina Visca      | Itália            | 48.47      | 53.05      | 53.49      | 53.49 | q     |
| 3       | A     | Yuleixi Angulo      | Equador           | 52.62      | x          | 49.97      | 52.62 | q     |
| 4       | A     | Tomoka Kuwazoe      | Japão             | 48.45      | 52.04      | 48.64      | 52.04 | q     |
| 5       | B     | Alina Shukh         | Ucrânia           | 43.74      | 51.76      | 49.43      | 51.76 | q     |
| 6       | A     | Münevver Hancı      | Turquia           | 47.85      | 49.33      | 51.25      | 51.25 | q     |
| 7       | B     | Dana Baker          | Estados Unidos    | 50.03      | 51.09      | 46.86      | 51.09 | q     |
| 8       | B     | Li Hui-jun          | Taipé Chinesa     | 46.92      | 47.77      | 50.95      | 50.95 | q     |
| 9       | A     | Zoja Šušteršic      | Eslovênia         | 50.64      | 50.36      | 50.83      | 50.83 | q     |
| 10      | B     | Elina Kinnunen      | Finlândia         | 45.47      | 50.23      | 47.48      | 50.23 | q     |
| 11      | B     | Fabielle Ferreira   | Brasil            | 50.16      | 48.81      | 48.67      | 50.16 | q     |
| 12      | A     | Dai Qianqian        | China             | 49.81      | 47.29      | x          | 49.81 | q     |
| 13      | A     | Roosa Ylönen        | Finlândia         | 49.64      | x          | 44.15      | 49.64 |       |
| 14      | A     | Maura Fiamoncini    | Estados Unidos    | 48.91      | x          | 45.36      | 48.91 |       |
| 15      | B     | Sae Takemoto        | Japão             | 48.80      | 47.94      | 46.94      | 48.80 |       |
| 16      | B     | Jona Aigouy         | França            | 45.98      | 48.67      | 45.38      | 48.67 |       |
| 17      | B     | Talena Murray       | Trinidad e Tobago | 41.98      | 48.36      | 43.85      | 48.36 |       |
| 18      | A     | Julia Ulbricht      | Alemanha          | 47.00      | x          | 47.88      | 47.88 |       |
| 19      | B     | Keira McCarrell     | Canadá            | 44.63      | x          | 47.85      | 47.85 |       |
| 20      | A     | Oleksandra Zarytska | Ucrânia           | 42.91      | 41.74      | 47.59      | 47.59 |       |
| 21      | B     | Lara Ilievski       | Austrália         | x          | 43.14      | 45.34      | 45.34 |       |
| 22      | A     | Alexandra Roberts   | Austrália         | 39.84      | 42.48      | 45.04      | 45.04 |       |
| 23      | A     | Joanna Hajdrowska   | Polónia           | 44.58      | x          | 43.19      | 44.58 |       |
| 24      | B     | Fanni Máté          | Hungria           | 43.26      | x          | 43.44      | 43.44 |       |

### Final
A prova final foi realizada no dia 11 de julho às 18:50. 
| Posição           | Atleta            | Nacionalidade  | Tentativas | Tentativas | Tentativas | Tentativas | Tentativas | Tentativas | Marca | Notas                |
| Posição           | Atleta            | Nacionalidade  | 1          | 2          | 3          | 4          | 5          | 6          | Marca | Notas                |
| ----------------- | ----------------- | -------------- | ---------- | ---------- | ---------- | ---------- | ---------- | ---------- | ----- | -------------------- |
| Medalha de ouro   | Alina Shukh       | Ucrânia        | 53.42      | 54.53      | 55.95      | 53.29      | x          | −          | 55.95 | Recorde da temporada |
| Medalha de prata  | Tomoka Kuwazoe    | Japão          | 48.39      | 49.31      | 55.66      | 54.35      | 51.98      | 43.58      | 55.66 |                      |
| Medalha de bronze | Dana Baker        | Estados Unidos | 51.85      | 55.04      | 53.13      | 51.70      | x          | 52.90      | 55.04 | Recorde pessoal      |
| 4                 | Carolina Visca    | Itália         | 52.35      | x          | 53.75      | x          | x          | 53.84      | 53.84 |                      |
| 5                 | Sara Zabarino     | Itália         | 51.43      | 52.98      | 50.24      | 50.00      | 50.23      | 51.21      | 52.98 |                      |
| 6                 | Dai Qianqian      | China          | 49.29      | 47.35      | 52.95      | 50.66      | x          | 49.07      | 52.95 |                      |
| 7                 | Elina Kinnunen    | Finlândia      | 50.78      | 50.75      | 52.50      | 51.88      | 51.25      | 52.40      | 52.50 | Recorde da temporada |
| 8                 | Li Hui-jun        | Taipé Chinesa  | 48.62      | 51.49      | 49.78      | 47.19      | 50.78      | 49.07      | 51.49 |                      |
| 9                 | Zoja Šušteršic    | Eslovênia      | 47.39      | 50.59      | 50.00      |            |            |            | 50.59 |                      |
| 10                | Fabielle Ferreira | Brasil         | 50.05      | x          | 49.26      |            |            |            | 50.05 |                      |
| 11                | Münevver Hancı    | Turquia        | 46.51      | 47.89      | 48.97      |            |            |            | 48.97 |                      |
| 12                | Yuleixi Angulo    | Equador        | 45.85      | x          | 46.44      |            |            |            | 46.44 |                      |

Legenda
| Recorde mundial       | Recorde mundial (World record)               |                       | Recorde africano                      | Recorde africano (African) |                                           | Q | Classificado por posição (Qualified) |
| Recorde do campeonato | Recorde do campeonato (Championship record)  | Recorde da América    | Recorde da América (Americas)         | q                          | Classificado por melhor tempo (Qualified) |   |                                      |
| Melhor marca do ano   | Melhor marca do ano (World leading)          | Recorde asiático      | Recorde asiático (Asian)              | DNS                        | Não largou (Did not start)                |   |                                      |
| Recorde nacional      | Recorde nacional (National record)           | Recorde europeu       | Recorde europeu (European)            | DNF                        | Não terminou (Did not finish)             |   |                                      |
| Recorde pessoal       | Recorde pessoal do atleta (Personal best)    | Recorde da Oceania    | Recorde da Oceania (Oceania)          | DSQ / DQ                   | Desclassificado (Disqualified)            |   |                                      |
| Recorde da temporada  | Recorde da temporada do atleta (Season best) | Recorde sul-americano | Recorde sul-americano (South America) | NM                         | Sem marca (No mark)                       |   |                                      |